# Czasznica biała

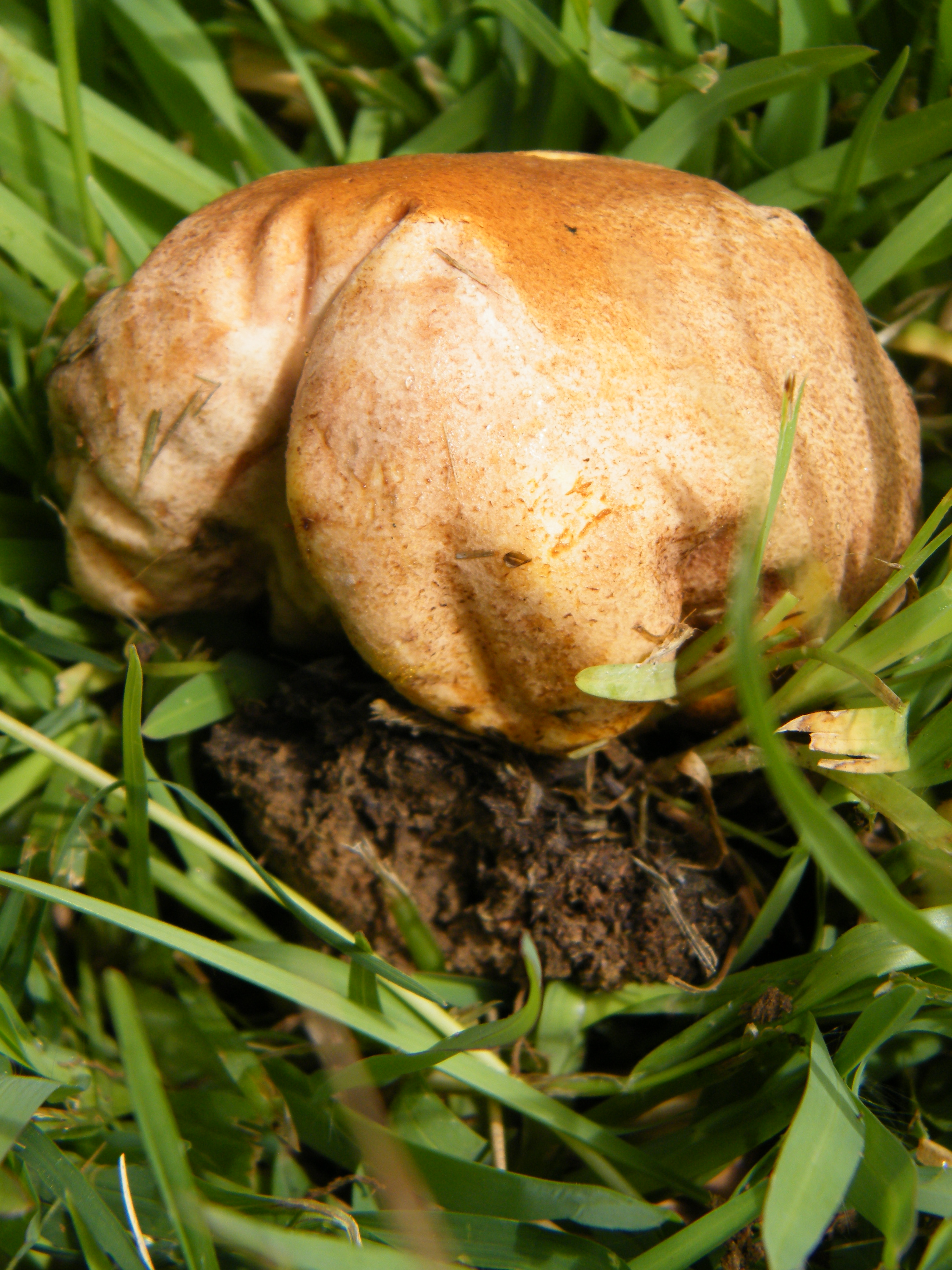

Czasznica biała (Calvatia candida (Rostk.) Hollós) – gatunek grzybów należący do rodziny purchawkowatych (Lycoperdaceae).

## Systematyka i nazewnictwo
Pozycja w klasyfikacji: Calvatia, Lycoperdaceae, Agaricales, Agaricomycetidae, Agaricomycetes, Agaricomycotina, Basidiomycota, Fungi (według Index Fungorum).
Po raz pierwszy takson ten zdiagnozował w roku 1839 Friedrich Wilhelm Rostkovius nadając mu nazwę Langermannia candida. Obecną, uznaną przez Index Fungorum nazwę nadał mu w 1902 roku László Hollós przenosząc go do rodzaju Calvatia.
Synonimy:

- Calvatia candida (Rostk.) Hollós 1902 var. candida
- Calvatia candida var. rubroflava (Cragin) G. Cunn. 1926
- Calvatia rubroflava (Cragin) Lloyd 1899
- Langermannia candida Rostk. 1839
- Lycoperdon candidum (Rostk.) Bonord. ex Sacc. 1888
- Lycoperdon rubroflavum Cragin 1885[2].

Nazwę polską nadała Wanda Rudnicka-Jezierska w 1991 r.

## Morfologia
Owocnik
Nieduży, o średnicy 1,5–5 cm, wyjątkowo do 7 cm, mniej więcej kulisty, lub nieco spłaszczony. Wyrasta z grubego (ok. 1 cm) i zazwyczaj rozgałęzionego sznura grzybniowego. Powierzchnia (egzoperydium) gładka lub nieco oprószona, początkowo biała, podczas dojrzewania owocnika coraz ciemniejsza, w końcu brązowa. Egzoperydium podczas dojrzewania owocnika twardnieje i pęka na duże płaty oddzielające się od wewnętrznej warstwy endoperydium. To ostatnie ma barwę od żółtawej do szarobrązowej, jest matowe, gładkie i bardzo kruche. Podczas dojrzewania rozpada się, odsłaniając watowatą glebę o barwie od oliwkowoszarej do szarobrązowej. Gdy zostanie ona przez wiatr rozwiana, pozostaje miskowata dolna część owocnika o kształcie płytkiej miseczki o postrzępionych brzegach.
Cechy mikroskopowe
Kolumelli brak. Włośnia dichotomicznie rozgałęziona, krucha, o barwie od jasnożółtawej do brązowawej, rzadko septowana, cienkościenna, z nielicznymi jamkami. Nibywłośni brak. Zarodniki kuliste, żółtawobrązowe, delikatnie brodawkowane z jedną gutulą i dwiema sterygmami.

## Występowanie
Czasznica biała jest szeroko rozprzestrzeniona. Znane są jej stanowiska w Ameryce Północnej, środkowej i Południowej, Europie, Afryce, Australii, Islandii i Nowej Zelandii. Nie jest jednak częsta. W Polsce do 2003 r. podano 8 jej stanowisk.
Owocniki pojawiają się wśród roślin zielnych na otwartych i piaszczystych glebach, ale także w świetlistych lasach.

## Zastosowanie
Saprotrof. Młode owocniki są jadalne, w Polsce jednak nie są wykorzystywane w celach spożywczych.